# The Nexus

Logo des Stables

The Nexus (ebenso: The New Nexus) war ein Wrestlingstable, welches wöchentlich in der WWE bei RAW auftrat.

## Geschichte

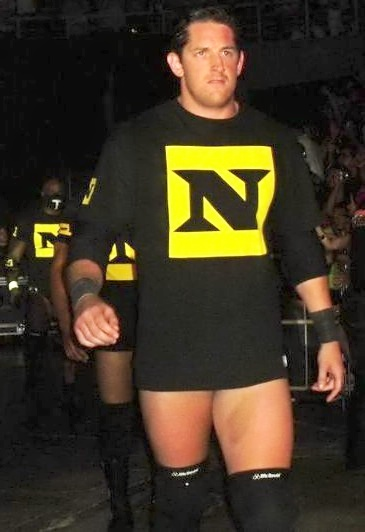
Wade Barrett gründete das Stable, nachdem er WWE NXT gewonnen hatte.

Das Stable wurde nach der ersten WWE NXT-Staffel von Wade Barrett, dem Sieger selbiger, gegründet und bestand ursprünglich aus den Teilnehmern der ersten Staffel. Im Rahmen der ausgearbeiteten Storyline versuchte Wade Barrett zusammen mit den Verlierern der Staffel das Hauptmatch am 7. Juni 2010 zwischen CM Punk und John Cena bei WWE Raw zu stürmen. Dabei zerstörten sie den Ring und das Kommentatorenpult und schlugen die Wrestler sowie die Offiziellen am Ring zusammen. Ähnliche Szenen wurden in den nächsten Ausgaben gezeigt. Ziel war es allen Wrestlern und nicht nur Wade Barrett einen Vertrag zu verschaffen. Das Stable erhielt anschließend einen Vertrag mit der WWE.
Das Stable wurde als eine Formation aufstrebender Nachwuchswrestler porträtiert, die durch ihr Auftreten die Offiziellen zwangen, ihnen wichtige Matches zuzuschieben. Bei einem Match wurde John Cena kurzfristig gezwungen der Formation beizutreten.
Ab dem 1. August 2011 traten die einzig verbliebenen Nexus-Mitglieder, David Otunga und Michael McGillicutty, nicht mehr als Nexus auf, was dem Ende der Gruppierung gleichzusetzen ist.
Der größte Erfolg der Gruppierung war der Gewinn der WWE Championship durch CM Punk.

## Mitglieder
Bis zum 27. Dezember 2010 war Wade Barrett Anführer des Stables, bis er von CM Punk abgelöst wurde.

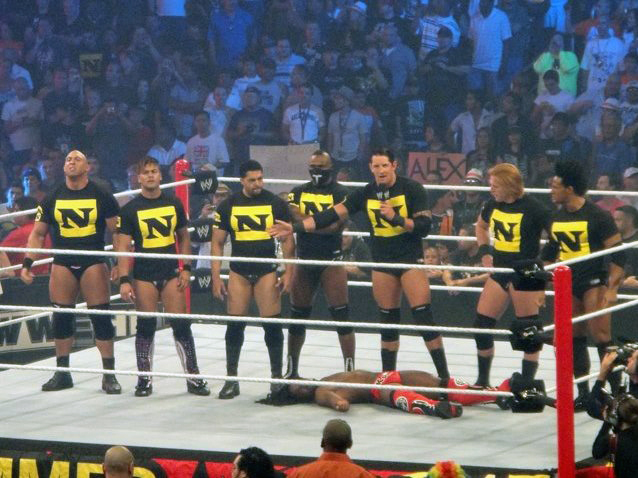
Von links nach rechts: Skip Sheffield, Justin Gabriel, David Otunga, Michael Tarver, Wade Barrett, Heath Slater und Darren Young beim SummerSlam 2010.

| Mitglied             | Beitritt und Austritt                |
| -------------------- | ------------------------------------ |
| Daniel Bryan         | 7. Juni bis 11. Juni 2010            |
| Darren Young         | 7. Juni bis 16. August 2010          |
| Skip Sheffield       | 7. Juni bis 18. August 2010          |
| Michael Tarver       | 7. Juni bis 4. Oktober 2010          |
| John Cena            | 3. Oktober bis 21. November 2010     |
| Wade Barrett         | 7. Juni 2010 bis 3. Januar 2011      |
| Heath Slater         | 7. Juni 2010 bis 10. Januar 2011     |
| Justin Gabriel       | 7. Juni 2010 bis 10. Januar 2011     |
| Husky Harris         | 25. Oktober 2010 bis 31. Januar 2011 |
| Mason Ryan           | 17. Januar 2011 bis 27. Juni 2011    |
| CM Punk              | 27. Dezember 2010 bis 17. Juli 2011  |
| David Otunga         | 7. Juni 2010 bis 1. August 2011      |
| Michael McGillicutty | 25. Oktober 2010 bis 1. August 2011  |

## Erfolge

### Titel
- World Wrestling Entertainment
  - WWE Tag Team Championship (3×) – John Cena & David Otunga (1×), Heath Slater & Justin Gabriel (1×), David Otunga & Michael McGillicutty (1×)
  - WWE Championship (1×) – CM Punk